# 월인석보 권7,8
월인석보 권7,8(月印釋譜 卷七,八)은 서울특별시 중구 동국대학교도서관에 있는 조선시대의 목판본 불경이다. 1983년 5월 7일 대한민국의 보물 제745-2호로 지정되었다.

## 개요
『월인석보』는『월인천강지곡』과『석보상절』을 합하여 세조 5년(1459)에 편찬한 불교대장경이다. 석보는 석가모니불의 년보 즉 그의 일대기라는 뜻이다. 조선 세종 28년(1446) 소헌왕후 심씨가 죽자 세종은 그의 명복을 빌기 위해 아들인 수양대군(후의 세조)에게 명하여 불교서적을 참고하여 한글로 번역하여 편찬한 것이 곧『석보상절』이다. 세종 29년(1447) 세종은『석보상절』을 읽고 각각 2구절에 따라 찬가를 지었는데 이것이 곧『월인천강지곡』이다.『월인석보』는 완질이 현재 전하지 않으므로 전권의 수량은 확인할 수 없다.
월인석보 권7,8(月印釋譜 卷7,8)은 역시 세조 당시에 최초로 간행된 본으로, 2권 2책으로 되어 있다. 
책의 크기는 가로 22.2cm, 세로 32.2cm이다. 권 7은 첫 장에서 제5장까지 떨어져 없어지고, 그밖에 부분적으로 떨어져나가, 베껴서 보충해 놓은 곳이 있다. 내용은『월인천강지곡』제177장에서 제201장까지이고, 권 8에는『월인천강지곡』제202장에서 제250장까지 내용이 수록되어 있다.

## 참고 자료
- 월인석보 권7,8 - 국가유산청 국가유산포털